# Mirafra cantillans
La alondra cantarina (Mirafra cantillans) es una especie de ave paseriforme de la familia Alaudidae. Está ampliamente distribuida en África y Asia, encontrándose desde Senegal y Mali hasta Etiopía, Somalia y Kenia, además de en India y en la península arábiga.

## Subespecies
Se reconocen las siguientes subespecies:
- Mirafra cantillans marginata
- Mirafra cantillans chadensis
- Mirafra cantillans simplex
- Mirafra cantillans cantillans